# Tour Féminin en Limousin
El Tour Féminin en Limousin fue una carrera ciclista femenina profesional por etapas francesa que se disputaba en Lemosín, en el mes de julio.
Se creó en 2005 tras la desaparición de la carrera amateur del Tour de la Haute-Vienne y siempre estuvo encuadrada en la categoría 2.2 (última categoría del profesionalismo). Su última edición fue en 2013.
Habitualmente tuvo 4 etapas excepto en las ediciones del 2005 que tuvo 5 (una de ellas con doble sector) y en la del 2006 que tuvo 3.

## Palmarés
| Año  | Ganadora            | Segunda             | Tercera               |
| ---- | ------------------- | ------------------- | --------------------- |
| 2005 | Zinaida Stahurskaya | Edwige Pitel        | Veronica Andréasson   |
| 2006 | Marianne Vos        | Svetlana Bubnenkova | Silvia Valsecchi      |
| 2007 | Sigrid Corneo       | Olivia Gollan       | Julia Martisova       |
| 2008 | Natalia Boyarskaya  | Edwige Pitel        | Youlia Martissova     |
| 2009 | Grace Verbeke       | Ruth Corset         | Aleksandra Burčenkova |
| 2010 | Grete Treier        | Ruth Corset         | Edwige Pitel          |
| 2011 | Grete Treier        | Tatiana Antoshina   | Grace Verbeke         |
| 2012 | Marianne Vos        | Alena Amialyusik    | Loes Gunnewijk        |
| 2013 | Katarzyna Pawlowska | Tatiana Antoshina   | Edwige Pitel          |

## Palmarés por países
| País         | Victorias |
| ------------ | --------- |
| Estonia      | 2         |
| Países Bajos | 2         |
| Bielorrusia  | 1         |
| Italia       | 1         |
| Rusia        | 1         |
| Bélgica      | 1         |
| Polonia      | 1         |